# فلزیاب تصویری
فلزیاب تصویری در دسته فلزیاب‌هایی قرار می‌گیرد که با تعیین نوع تنظیمات در مدار اصلی فلزیاب تصویری و برنامه نرم‌افزار فلزیاب تصویری عمل تفکیک طلا یا انواع فلزات از دیگر منابع و مواد معدنی، سنگ‌ها یا کانی‌های دارای وضعیت مشابه هدف اصلی یا طلا را تشخیص داده و به صورت لکه رنگ منظم و نامنظم در کنار انواع لکه رنگ مجزا آشکار نماید ؛ و این عمل در فلزیاب تصویری کاربرد داشته یا به‌دست می‌آید که آن Metal detector برای تشخیص و عملکرد فلزات یا طلا از طریق فرکانس عمل می‌نماید زیرا فرکانس طلا یا فرکانس فلزات شکل گرفته از انرژی درونی طلا یا فلزات می‌باشد که وابسته به مولکول درونی طلا یا فلزات است و وجود میدان الکتریکی در کنار مغناطیس موج الکترومغناطیس را شکل داده که ازآن فرکانس طلا یا فرکانس فلزات پدید می‌آید که برای فلزیاب فرکانس القایی یا فلزیاب جذبی با تنظیمات تفکیک و تشخیص (EDIT) یا (VDI DISC) و سطح و حجم ترشهولد (THRESHOLD) یا تارگت‌‌ ایکس (TARGET X) قابل تشخیص می‌باشد.

## تصویری از مدل لکه‌رنگ
نوع دیگر سیستم‌های تصویری لکه رنگی می‌باشد که اهداف و تغییرات را به‌صورت لکه رنگ نشان می‌دهد که شرایط لکه رنگ مانند همان شرایط تصاویر و اعداد قراردادی در مدل فرکانسی جذبی را دارا است، با این تفاوت که لکه‌رنگ با چند نوع رنگ در پس‌زمینه ظاهر می‌گردد و هر سیستم در نرم‌افزار مختصاتی خود تنظیمات فیلتر مخصوص خود را دارا می‌باشد که در آموزش آن نرم‌افزار بیان گردیده‌است و بعضی نرم‌افزارها مختصاتی که بر روی صفحه نمایشگر یا ال‌سی‌دی یا کامپیوتر نصب می‌گردد قابلیت بهره‌برداری را دارا می‌باشد.

## نوع رنگ‌ها در سیستم‌های لکه تصویری
هر طراحی بنابر نوع طراحی خود امکان دارد رنگ خاصی را انتخاب نماید که عمدتاً رنگ کلی در این برنامه‌ها رنگ‌های قرمز، سبز، آبی، زرد و سفید می‌باشد.
رنگ به صورت رنگ‌های قرمز، سبز، آبی، زرد و سفید و لکه‌ها به نسبت طراحی نوع برنامه و رنگ‌ها ظاهر می‌گردد.
در بعضی مواقع لکه‌رنگ پدید آمده روشن‌تر یا پر رنگ‌تر از رنگ پس‌زمینه که اکثریت زمینه را گرفته یا دارا است ظاهر می‌گردد، و امکان اینکه تصویر، صدا یا حرکت آنتن برای اهداف غیر آهنی دقیقاً در مرکز هدف توسط سیستم ثبت و مشخص نگردد، وجود دارد.

## فلزیاب تصویری رنگ اسکن
فلزیاب تصویری با لکه رنگ‌های متفاوت می‌تواند وضعیت هدف را در اسکن مشخص نماید و رنگ اسکن فلزیاب تصویری که به‌صورت رنگ پس زمینه و رنگ لکه‌رنگ می‌باشد از تفاوت وضعیت صحنه کار می‌باشد و شرایط تشخیص طلا یا فلزات با لکه‌رنگ‌های متفاوت مربوط به فلزیاب تصویری فرکانسی با تفکیک عدد (VDI) در ادیت (EDIT) و ترشهولد (THRESHOLD) سطح و حجم می‌باشد که این اجازه را به وضعیت مدار فلزیاب فرکانسی می‌دهد که بتواند انواع امواج الکترو‌مغناطیس از دیگر منابع را طبق انرژی فرکانس طلا یا فلز تعیین شده را جداگانه تشخیص داده و مشخص نماید و به همین دلیل در این‌گونه فلزیاب تصویری لکه‌رنگ‌ها می‌تواند برای یک فلز یا طلا متفاوت باشد، چون خود را با شرایط صحنه کار و وضعیت هدف یا طلا سازگار نموده تا طلا یا هدف مورد نظر را در دید خود قرار داده و این اثر تغییر یا تفاوت رنگ لکه‌رنگ بیشتر برای این پدید می‌آید که این نوع فلزیاب تصویری فرکانسی عوامل ایجادکننده اثر منابع و موادمعدنی یا ذرات مزاحم را در تفکیک از دید فلزیاب تصویری فرکانسی خارج نموده ولی انرژی فرکانس طلا یا فلز را تشخیص داده و هدف یا طلا را به صورت لکه‌رنگ منظم به‌خصوص در صحنه کار اصلی مشخص می‌نماید.

## فلزیاب پر‌قدرت تصویری
فلزیاب تصویری زمانی می‌تواند فلزیاب پرقدرت تصویری باشد که قدرت تشخیص اهداف و منابع و موادمعدنی را با لکه‌رنگ‌های متفاوت در صحنه کار داشته باشد و فلزیاب پرقدرت تصویری می‌تواند از نوع فلزیاب تصویری با برنامه تفکیک رنگ (COL PRO) باشد، زیرا در فلزیاب‌ها که دارای تنظیمات تفکیک (DISCRIMINATION) با عدد (VDI) می‌باشد می‌تواند نوع هدف را با لکه‌رنگ به‌همراه عدد (VDI) مربوط به همان هدف آشکار نماید.
فلزیاب پرقدرت تصویری می‌تواند هر نوع تغییر در اطراف خود را برروی صفحه نمایش‌گر فلزیاب، طلا یاب یا گنج‌یاب آشکار نماید. 
در فلزیاب، طلا یاب یا گنج یاب عبارت عددی یا تصویر عددی منظور تغییراتی است که بر روی صفحه نمایشگر متناسب با تغییرات حاصله در سیستم فلزیاب تصویری، گنج یاب تصویری یا طلا یاب تصویری مربوط به سخت‌افزار سیستم عددی یا تصویری منتقل می‌گردد و این انتقال به صورت لکه‌رنگ یا عدد در برنامه نرم‌افزار صفحه نمایش‌گر آشکار می‌گردد.

## کار فلزیاب سه بعدی
کار فلزیاب سه بعدی یا عملکرد فلزیاب تصویری سه‌بعدی در تمامی نرم‌افزارهای فلزیاب تصویری به‌صورت یک کلید سه‌بعدی (3M) وجود دارد که کار کلید سه‌بعدی برای تغییر حالت تصویر لکه‌رنگ مسطح فلزیاب تصویری به حالت سه‌بعدی (3D) می‌باشد و کار کلید سه بعدی فلزیاب تصویری برای این است که بتوان تفاوت بین لکه‌رنگ‌ها برآمده یا قله‌ای که از بالاترین علائم دریافت شده از هدف اصلی یا طلا می‌باشد مشخص گردد؛ 
تصویر سه بعدی (3M) را در تصویر لکه‌رنگ فلزیاب تصویری بعد از فیلتر نمودن یا تغییر در تنظیمات برنامه نرم‌افزار تصویری به انجام رسانده تا در صورتی‌که هدف اصلی یا طلا با لکه رنگ دیگر ظاهر گردد تفاوت آن را به‌دست آورید.
فلزیاب سه‌بعدی نمودن تصویر لکه‌رنگ برای مشخص نمودن ابعاد منظم لکه‌رنگ نیز می‌باشد که با سه‌بعدی نمودن یک لکه‌رنگ منظم در حالت سه‌بعدی نیز منظم باقی می‌ماند و از این طریق در فلزیاب تصویری با تصویر سه‌بعدی می‌توان لکه رنگ آشکار گردیده منظم در حالت مسطح را تشخیص داده که متعلق به هدف اصلی است یا از دیگر منابع می‌باشد یا لکه رنگ متعلق به هدف اصلی در حالت سه بعدی نیز دارای وضعیت منظم باقی می‌ماند.